# مصطفی مولودی
مصطفی مولودی فعال سیاسی کرد و دبیرکل سابق حزب دموکرات کردستان است. وی در تاریخ ۱۵ ژانویه ۲۰۱۷ از سوی کمیته مرکزی این حزب به سمت دبیر کلی برگزیده شد. برگزیده شدن وی به این سمت بعد از استعفای خالد عزیزی صورت گرفت. او قبلاً عضو دفتر سیاسی حزب دموکرات کردستان بوده‌است.

## زندگی‌نامه
مصطفی مولودی متولد ۱۳۳۷ در شهرستان نقده در استان آذربایجان غربی است.

#### تحصیلات
مصطفی مولودی تحصیلات خود را در رشته حقوق در دانشگاه کوی‌سنجق به پایان رسانده‌است.

## فعالیتهای سیاسی
وی در سال ۱۹۷۹ میلادی برابر با ۱۳۵۸ به صفوف مبارزین حزب دموکرات کردستان پیوسته‌است و در کنگره هشتم حزب دمکرات کردستان به عضویت رهبری حزب درآمده است. در کنگره دوازدهم به عضویت دفتر سیاسی حزب درآمده است. در کنگره چهاردهم حزب به جانشینی دبیرکل حزب درآمده است. در ۱۵ ژانویه ۲۰۱۷ بعد از استعفای خالد عزیزی به دبیر کلی حزب دمکرات کردستان انتخاب شده‌است.